# Турмалин
Турмали́н — минерал из группы боросодержащих алюмосиликатов, сложные боросиликаты переменного состава. Название происходит от сингальского слова «турамали» (синг. තුරමලි) или «торамалли» (синг. තෝරමල්ලි), которое применяется к различным драгоценным камням в Шри-Ланке. До XIV века красные разновидности турмалина имели хождение под общим названием «лал».:125

## Свойства
Кристаллы турмалина по форме обычно призматические удлинённые, иногда до почти игольчатых, в поперечном сечении — более или менее закруглённый треугольник, нередки комбинации нескольких призм, параллельно главной оси — отчётливая продольная штриховка.

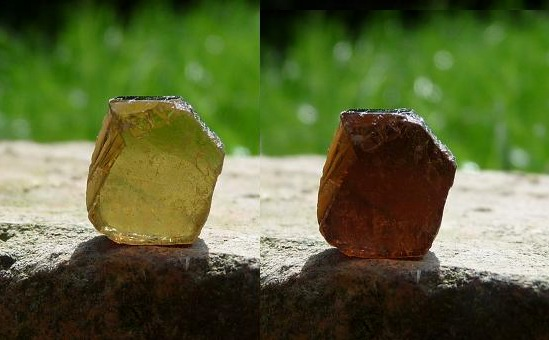
Плеохроизм турмалина.

Двупреломление от −0,014 до −0,044. Дисперсия 0,017. Плеохроизм обычно сильный или отчётливый: у красного — тёмно-красный, жёлтый, светло-жёлтый; у коричневого — от тёмно-бурого до бурого; у зелёного — от тёмно- до светло-зелёного; у синего — от тёмно-синего до голубого.
Линии спектра поглощения в нанометрах: у красного — 555, 537, 525, 461, 456, 451, 428; у зелёного — 497, 461, 415.
Люминесценция обычно слабая, у бесцветного — зеленовато-голубая, у красного — розовато-фиолетовая, у розового, коричневого, зелёного и синего — отсутствует.
Цвет турмалинов зависит от их химического состава. Некоторые кристаллы турмалина имеют несколько зон, окрашенных в различные цвета; такие кристаллы называют «полихромными».
Встречаются минералы с красной сердцевиной, окаймлённой светло-зелёной, тёмно-зелёной и зелёной зонами (Бразилия), с зелёным ядром и красной внешней зоной (ЮАР). Турмалиновый «кошачий глаз» бывает разного цвета.
Для кристаллов турмалина характерно проявление пиро- и пьезоэлектричества (они электризуются при нагревании, трении, давлении, причём один конец кристалла заряжается положительно, другой — отрицательно).
На кристаллах турмалина было впервые обнаружено явление поляризации света.
Из-за разнообразия окраски турмалины при внешнем осмотре можно спутать со многими минералами (аметистом, андалузитом, везувианом, гидденитом, демантоидом, дымчатым кварцем, зелёной шпинелью, изумрудом, перидотом, празиолитом, рубином, хризобериллом, цирконом, цитрином).

## Условия образования и нахождения турмалина

Кристаллы эльбаита (рубеллита). 4 см, Прибайкалье

Происхождение эндогенное, высокотемпературное, пегматитовое, метаморфическое, гидротермально-метасоматическое.
Большинство месторождений турмалинов связаны с кислыми изверженными породами и распространены во многих гранитах и гранитоидах, где образуется в последней стадии остывания интрузий. Характерны для различных гранитных пегматитов (шерл, индиголит, полихромные турмалины). Встречаются в пневматолито-гидротермальных месторождениях, в полевошпатово-кварцевых, турмалиново-кварцевых жилах совместно с касситеритом, вольфрамитом, бериллом, топазом.
Обнаруживается в грейзенах (эльбаит), в высокотемпературных гидротермальных сульфидно-кварцевых жилах и в зонах околожильного изменения вмещающих горных пород.
В небольших количествах встречается в контактово-метаморфических породах, связанных с кислыми гранитами, в скарнах, роговиках.
Минерал устойчив к физическому выветриванию и переносу и переотложению и поэтому накапливается в россыпях в ассоциации с гематитом, корундом, цирконом, шпинелидами в кварцевых осадках.

## Месторождения турмалина

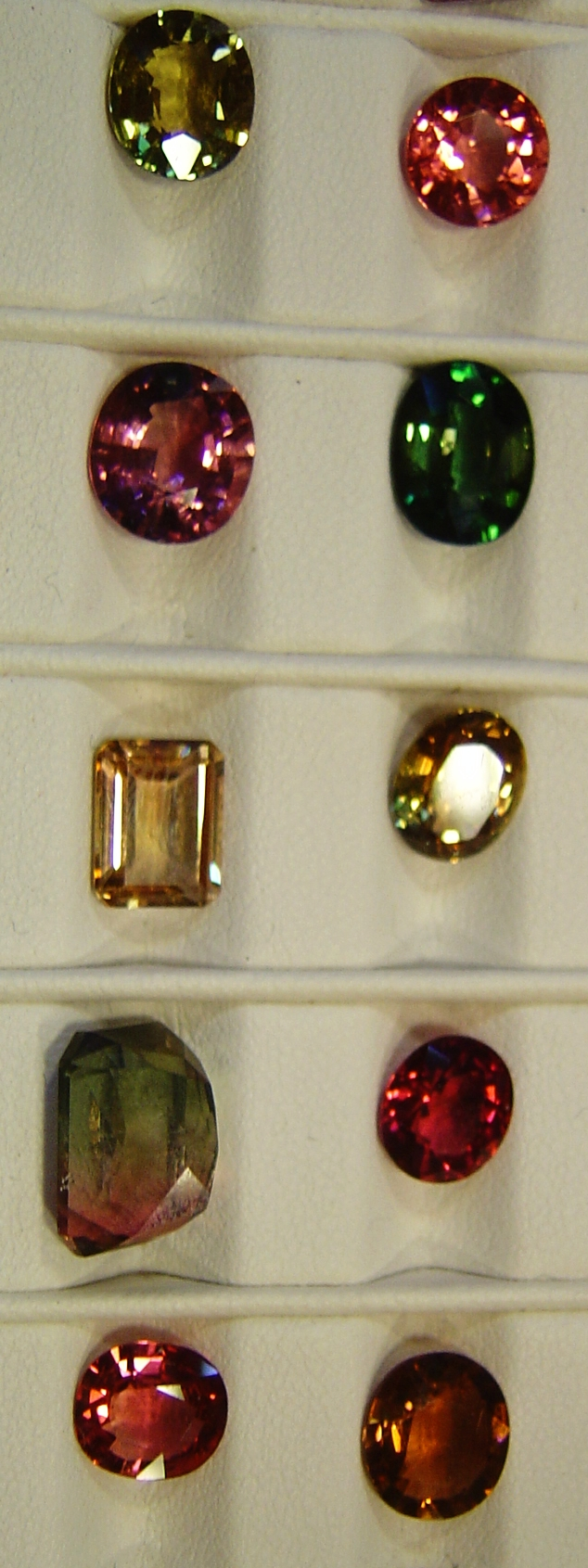
Огранённые турмалины

Месторождения широко распространены и многочисленны. Наиболее известные находятся на Шри-Ланке, Мадагаскаре, в Китае, Мозамбике (полихромные и красные турмалины), Бразилии (штаты Минас-Жерайс, Баия), Бирме, Анголе, Австралии, Индии, ЮАР, Канаде (провинция Онтарио), США (штаты Калифорния, Мэн, Колорадо), Италии (о. Эльба), Швейцарии, Таджикистане (Канибадам, горы Кучкак), России (Урал, Забайкалье). На Урале основные месторождения турмалина располагались в районе деревень Липовка, Мурзинка, Сарапулка, Шайтанка, Южаково. В настоящее время эти месторождения выработаны и находки турмалина в них крайне редки. Лучший в России турмалин добывается в Забайкалье на Малханском месторождении и в ряде других. Встречается он также на Кольском полуострове в Вороньих тундрах (розовый и зелёный турмалины, шерл), в Карелии (шерл).
Ювелирный турмалин известен в Афганистане (Нуристан): в месторождениях Дарае-Пич, Канокан, Джабо, Чормакс, Кантива, Манданеша, Цоцум, Муалеви, Папру.
Крупные месторождения турмалина расположены в США, в штатах Мэн и Калифорния. Эти месторождения были издревле известны индейцам, однако их разработка белыми американцами началась лишь в XIX веке. В этот период американские турмалины пользовались большим спросом, их нередко приобретала, например, китайская императрица Цыси. К 1900-м годам США вышли на первое место в мире по добыче турмалинов.

## Применение
- Крупные кристаллы турмалина применяют в радиотехнике[7].
- В зависимости от цвета и прозрачности одни разновидности турмалина относятся к драгоценным камням, другие — к поделочным. Наиболее высоко ценимы прозрачные разновидности зелёного, синего и малиново-красного цвета, а также полихромные зелёно-красные.
- Из-за сильного плеохроизма тёмные кристаллы гранят так, чтобы площадка камня располагалась параллельно длинной оси. У светлых кристаллов площадку ориентируют перпендикулярно главной оси, чем достигают наибольшей глубины цвета.
- Нагревая турмалины до 450—650 °C, добиваются их облагораживания — красно-коричневые камни становятся розовыми, а тёмно-зелёные — изумрудного цвета. Встречаются имитации из стекла.
- Изделия из турмалина применяются в альтернативной медицине, характеризуясь как «источник отрицательных ионов». Научного обоснования данное применение не имеет.

Оценка качества ювелирных камней учитывает бездефектность кристалла и яркий насыщенный цвет. Наибольшей популярностью на ювелирном рынке пользуются ограненные камни весом более 2 карат.

## Минералы группы
| Название         | Английское название | Формула                             | Цвет |
| ---------------- | ------------------- | ----------------------------------- | --- |
| Бюргерит         | Buergerite          | NaFe3+3Al6Si6O18(BO3)3O3F           | коричневый до тёмно-коричневого                                                                                  |
| Хромдравит       | Chromdravite        | NaMg3Cr6Si6O18(BO3)3(OH)4           | от тёмного изумрудно-зелёного до зеленовато-чёрного                                                              |
| Дравит           | Dravite             | NaMg3Al6Si6O18(BO3)3(OH)4           | коричнево-жёлтый                                                                                                 |
| Эльбаит          | Elbaite             | Na(Li1.5,Al1.5)Al6Si6O18(BO3)3(OH)4 | тёмно-зелёный (верделит), тёмно-синий (индиголит), тёмно-красный, розовый (рубеллит), белый, бесцветный (ахроит) |
| Ферувит          | Feruvite            | CaFe2+3(MgAl5)Si6O18(BO3)3(OH)4     | |
| Фойтит           | Foitite             | (Fe2+2Al)Al6Si6O18(BO3)3(OH)4       | |
| Лиддикоатит      | Liddicoatite        | Ca(Li2Al)Al6Si6O18(BO3)3(OH)3F      | |
| Магниевый фоитит | Magnesiofoitite     | (Mg2Al)Al6Si6O18(BO3)3(OH)4         | |
| Оленит           | Olenite             | NaAl3Al6Si6O18(BO3)3O3OH            | голубой |
| Повондрит        | Povondraite         | NaFe3+3(Fe3+4Mg2)Si6O18(BO3)3(OH)3O | |
| Россманит        | Rossmanite          | (LiAl2)Al6Si6O18(BO3)3(OH)4         | |
| Шерл             | Schorl              | NaFe2+3Al6Si6O18(BO3)3(OH)4         | чёрный |
| Увит             | Uvite               | CaMg3(MgAl5)Si6O18(BO3)3(OH)3F      | от прозрачного до почти черного, обычно зеленый, коричневый                                                      |
| Ванадиодравит    | Vanadiumdravite     | NaMg3V6Si6O18(BO3)3(OH)4            | |